# قائمة آثار محافظة جرش

محافظة جرش.

تتناول هذه القائمة المواقع الأثرية المسجَّلة رسمياً لدى دائرة الآثار العامة التابعة لوزارة السياحة والآثار في محافظة جرش شمال الأردن.

## القائمة
| الرقم | الاسم         | الوصف                   | الموقع | الإحداثيات | الصورة                                |
| ----- | ------------- | ----------------------- | ------ | ---------- | ------------------------------------- |
| JA-01 | جرش الأثرية   | العصر البرونزي-الروماني |        |            | العصر البرونزي-الروماني · Upload file |
| JA-02 | جرش الإسلامية | العصر الأموي            |        |            | العصر الأموي · Upload file            |
| JA-03 | البركتين      | العصر الروماني-البيزنطي |        |            | صورة                                  |